# Museo di Val Verzasca

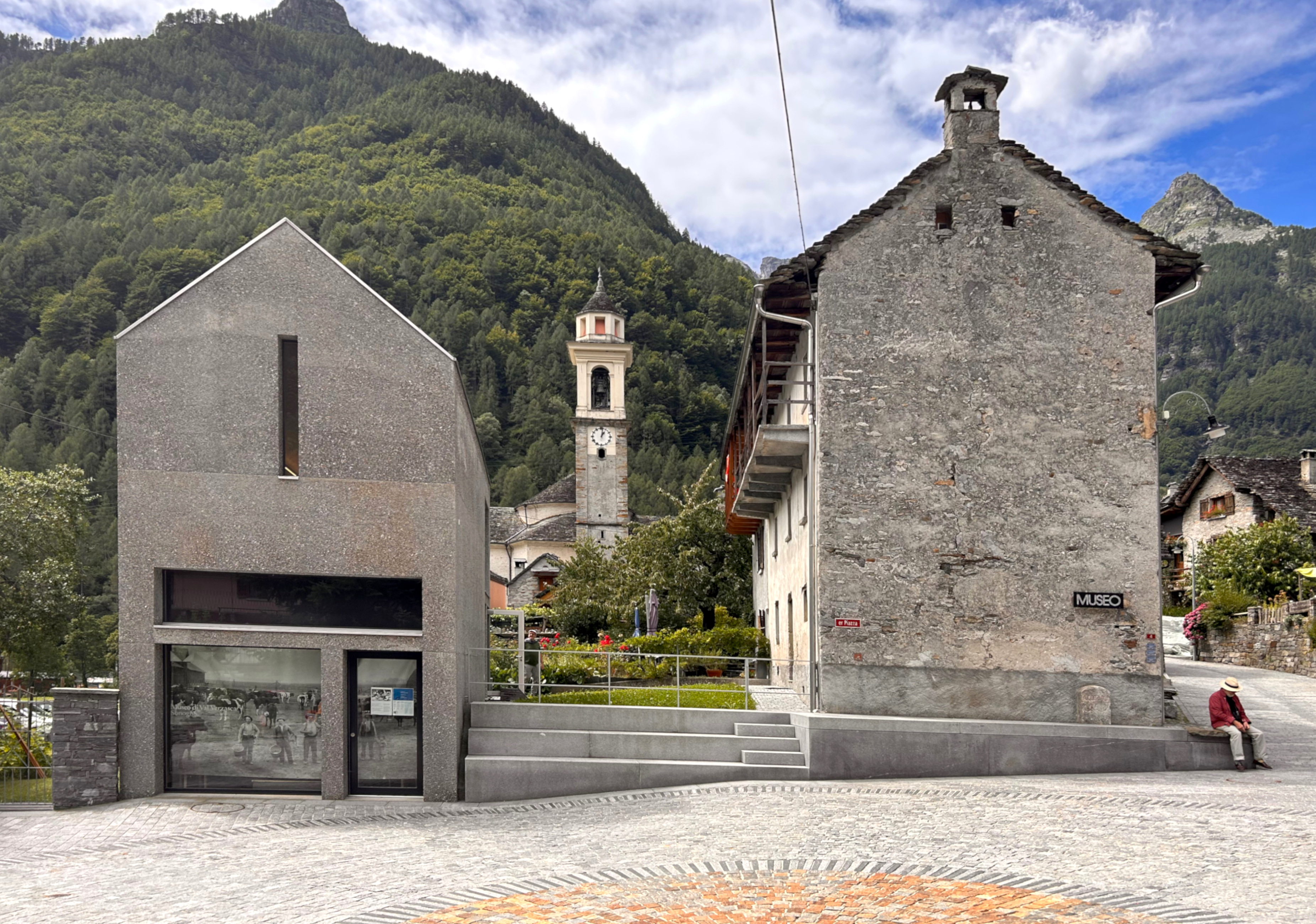
Die beiden Gebäude des «Museo di Val Verzasca»

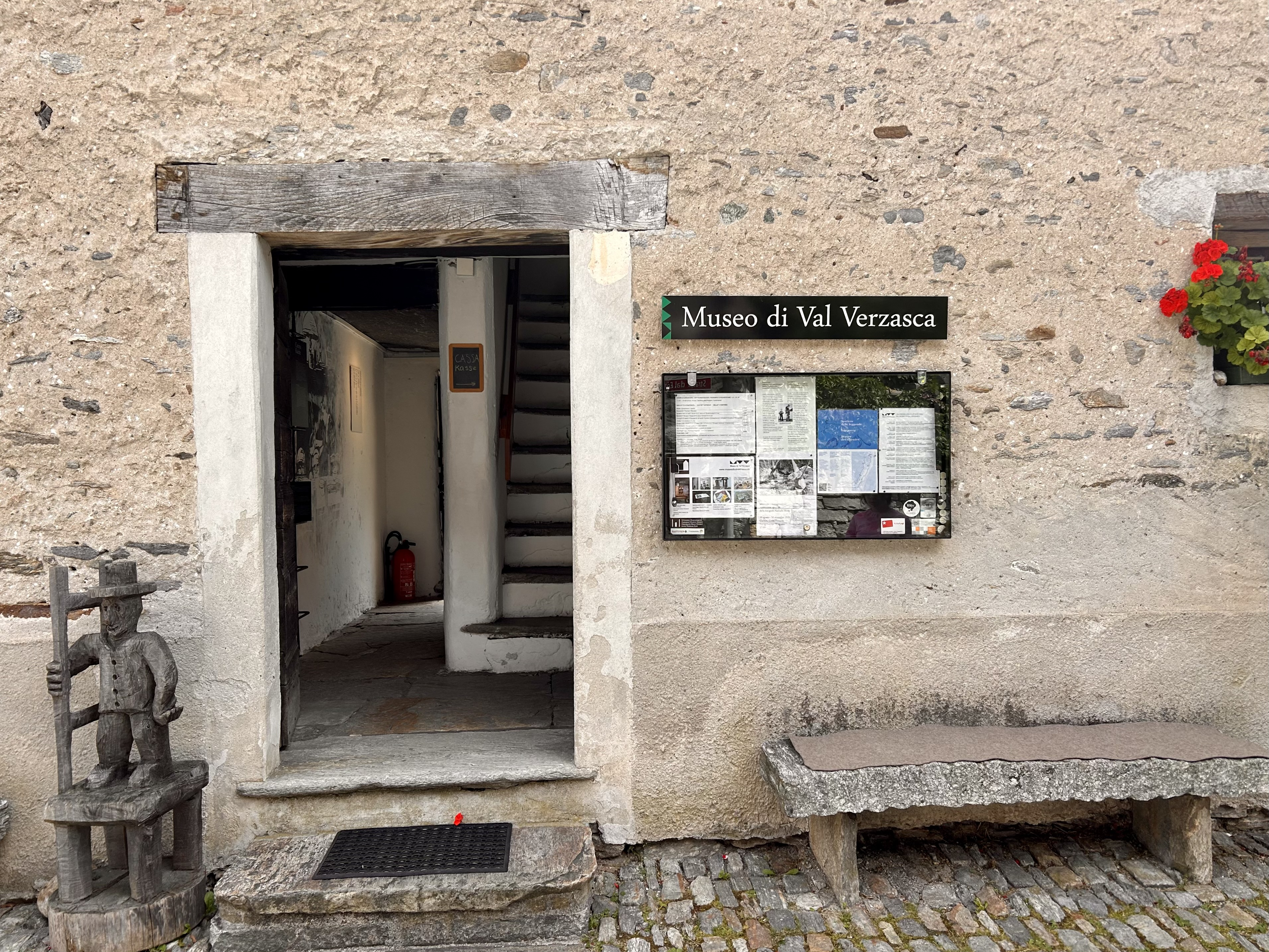
Eingang

Das Museo di Val Verzasca steht im Dorf Sonogno zuoberst im Verzascatal an der grossen Piazza am Dorfeingang. Das Museum befasst sich mit Themen aus dem Leben und dem Schaffen der Bevölkerung des Verzascatals der letzten Jahrhunderte. Betrieben wird es von der «Associazione Museo di Val Verzasca».

## Geschichte
Der erste Schritt zur Gründung des Museums erfolgte 1974, als Angela Maria und Franco Binda in Sonogno die Ausstellung «Tradizioni popolari verzaschesi» eröffneten. Dafür wurde am Hauptplatz die «Casa Genardini», ein für das Tal typisches Wohnhaus, zum Museum umgestaltet. Die eigentliche Gründung des Museums erfolgte 1979. 2017 wurde das neue Ausstellungsgebäude neben dem Genardini-Haus eingeweiht, das Laboratorium für antike Gesten. Besucht wird das Museum mehrheitlich von Personen aus der deutschsprachigen Schweiz, darunter auch Gruppen und Schulen.

## Ausstellungen
Die baulichen Gegebenheiten und die begrenzten Platzverhältnisse in den beiden Gebäuden lassen nur bescheidene Ausstellungen zu.

### Casa Genardini
Die «Casa Genardini» widmet sich Themen aus der Vergangenheit des Tales. Im Hauptgebäude werden ein typisches Verzasca-Haus mit Küche, ein Schlafzimmer sowie ein kleiner Schulraum aus dem späten 19. Jahrhundert präsentiert.

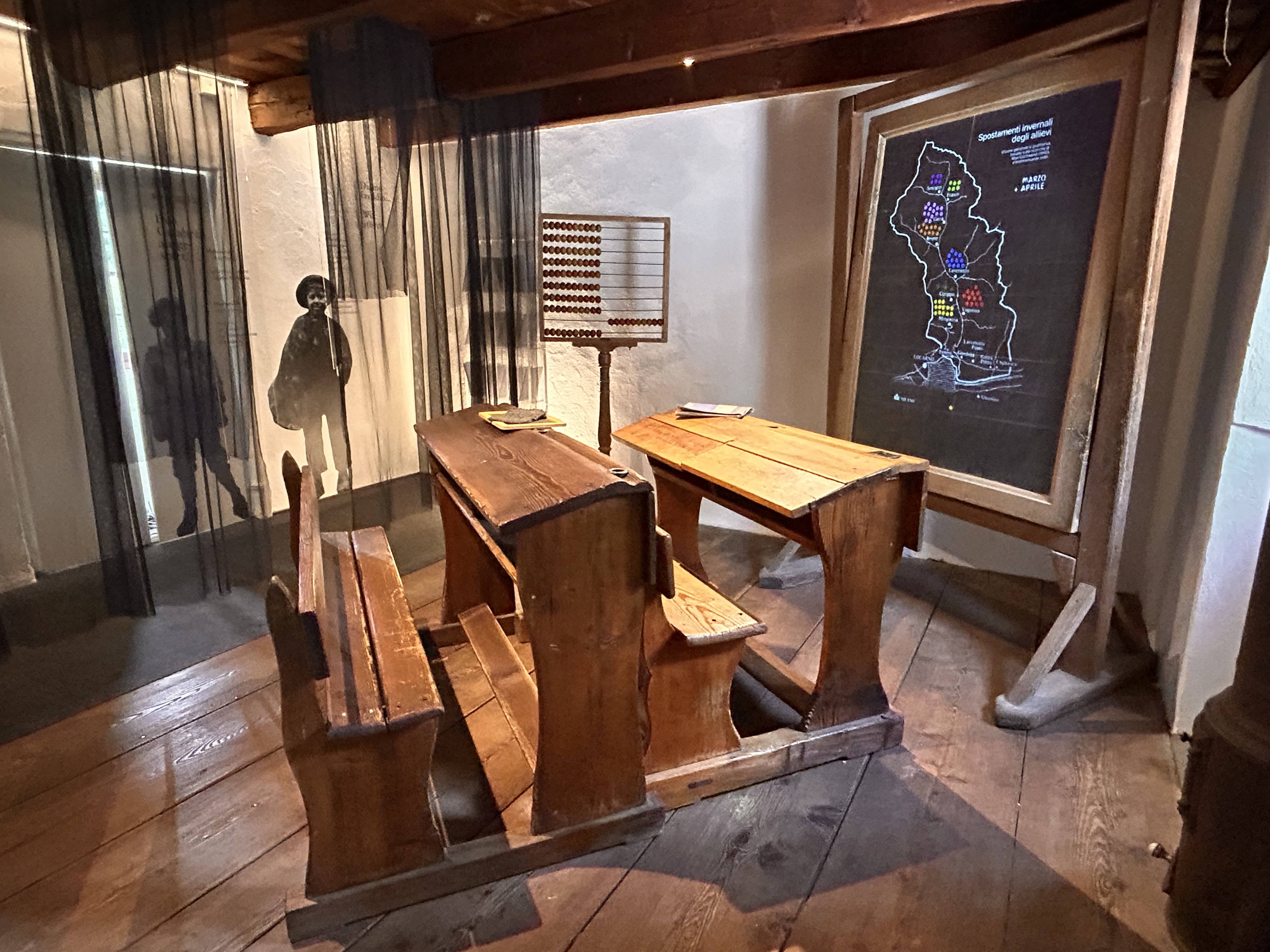
Schule
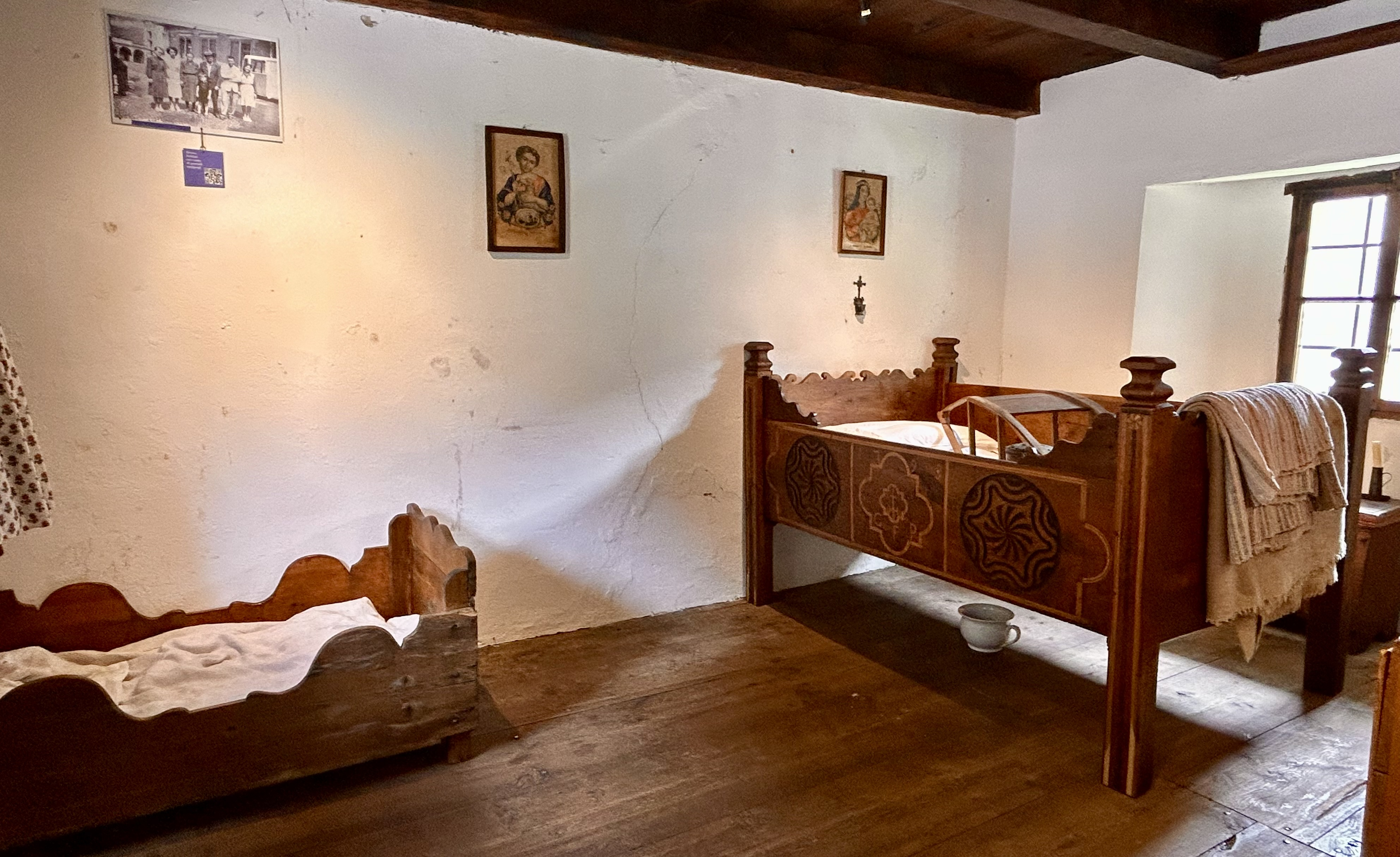
Schlafzimmer
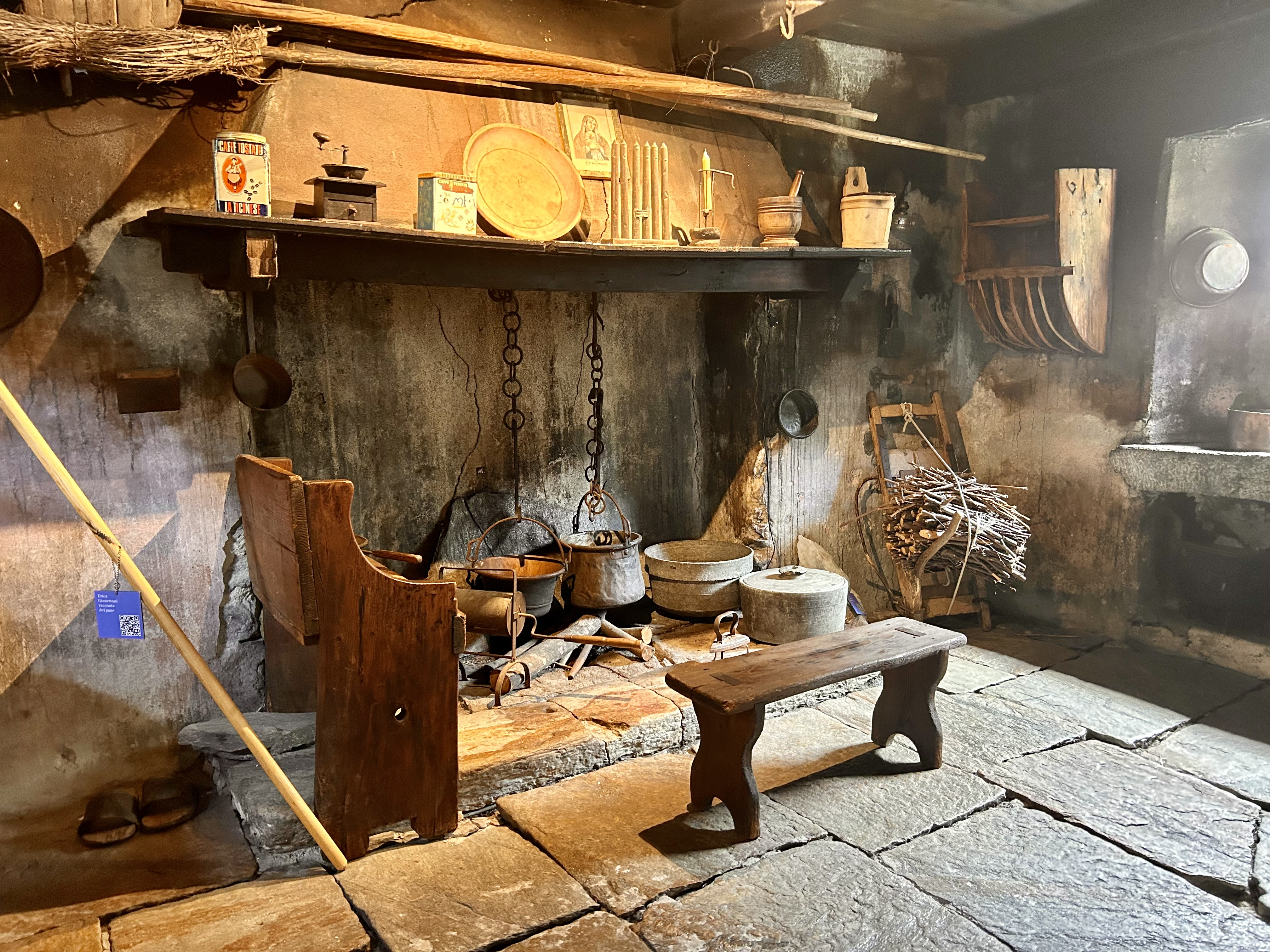
Küche
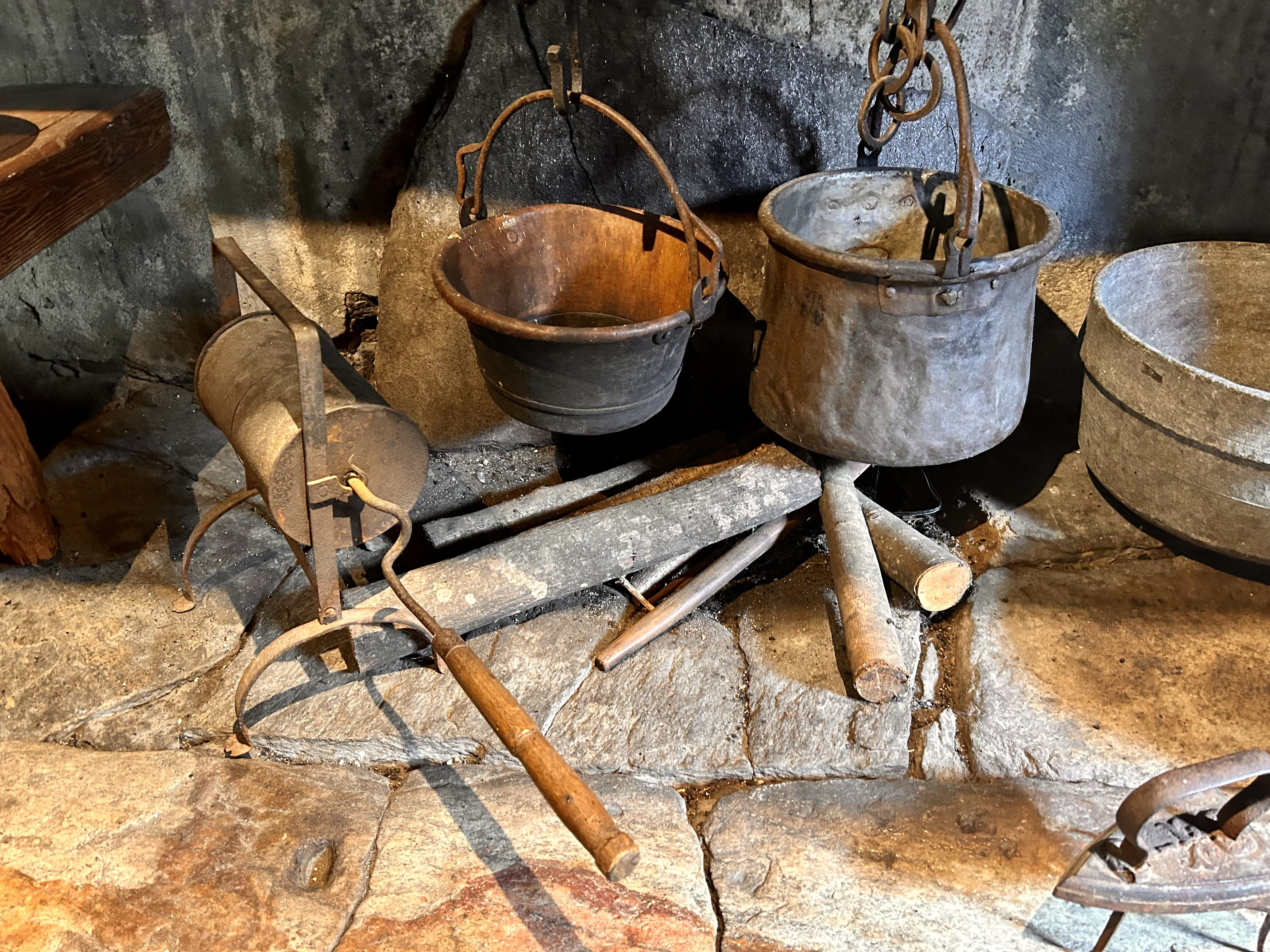
Im drehbaren Metallzylinder links wurden Kastanien geröstet

Die neue Dauerausstellung in den Obergeschossen steht unter dem Thema «Sorglose Kindheit? Der Fall der Tessiner Schornsteinfegerbuben und Kinderarbeit heute». Passende Texte dazu werden von Kindern der Grundschule Brione gelesen. Die Ausstellung wurde 2021 eröffnet. Das Jahr 2021 wurde von der UNO zum «Internationalen Jahr zur Abschaffung der Kinderarbeit» erklärt. Das Museum wollte einen Beitrag dazu leisten, indem es an die Geschichte jener Kinder erinnert, die die Bergtäler im Tessin und im Piemont verlassen mussten, um in der Lombardei als Kaminfeger zu arbeiten. Das Thema der kleinen «spazzacamini» wird verbunden mit dem Jugendbuch Die schwarzen Brüder von Lisa Tetzner.

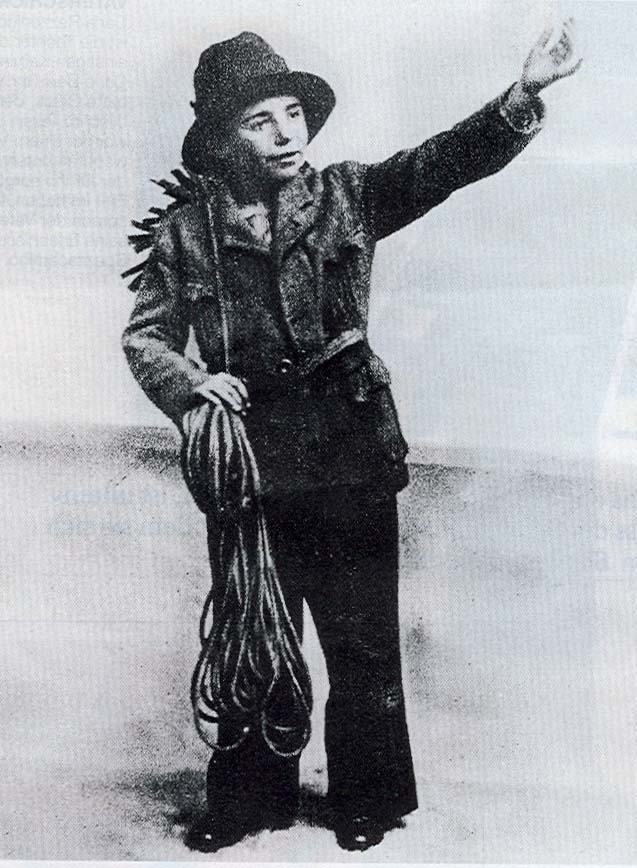
Kaminfegerbub Ende 19. Jahrhundert
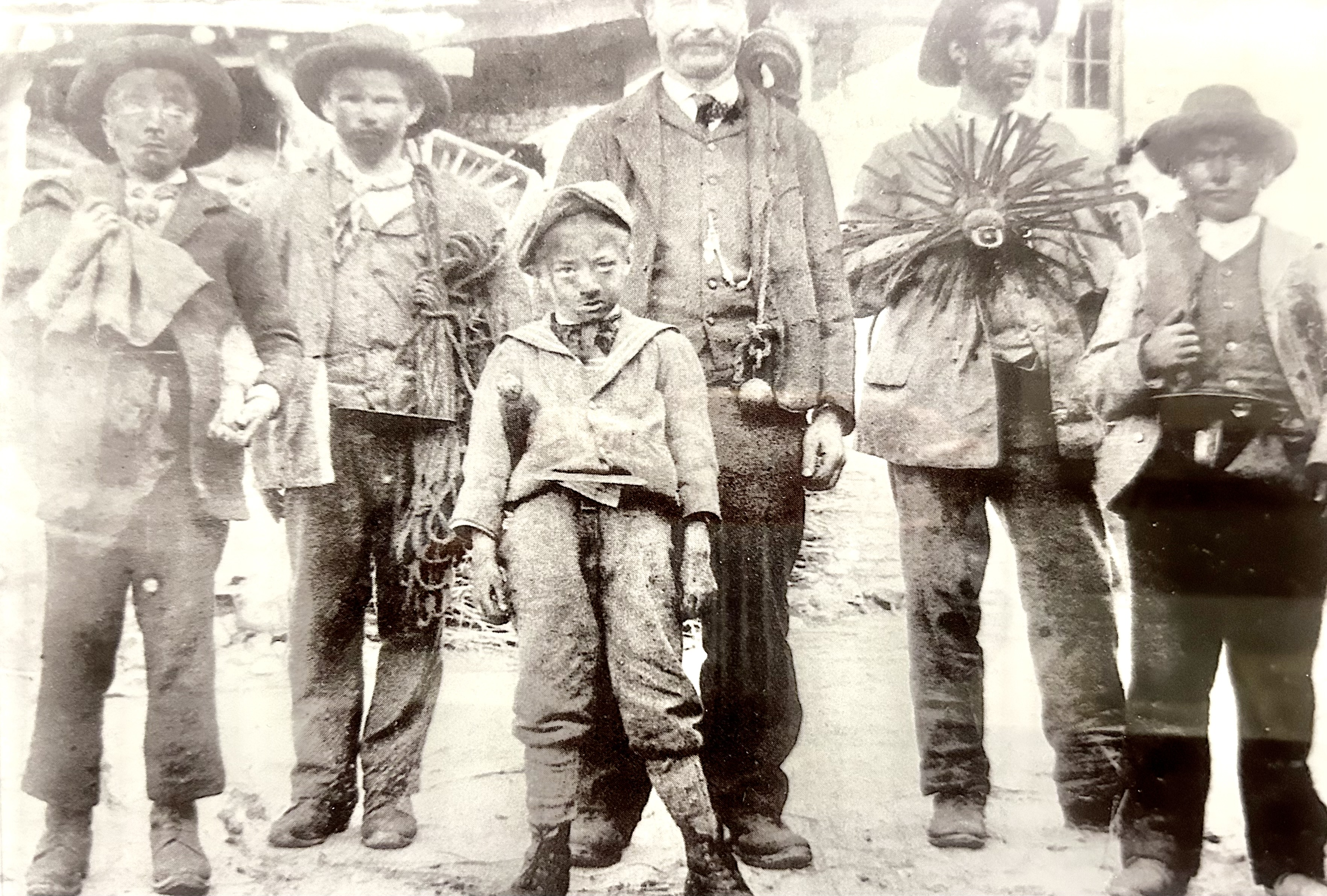
Kaminfeger in Mailand um 1900
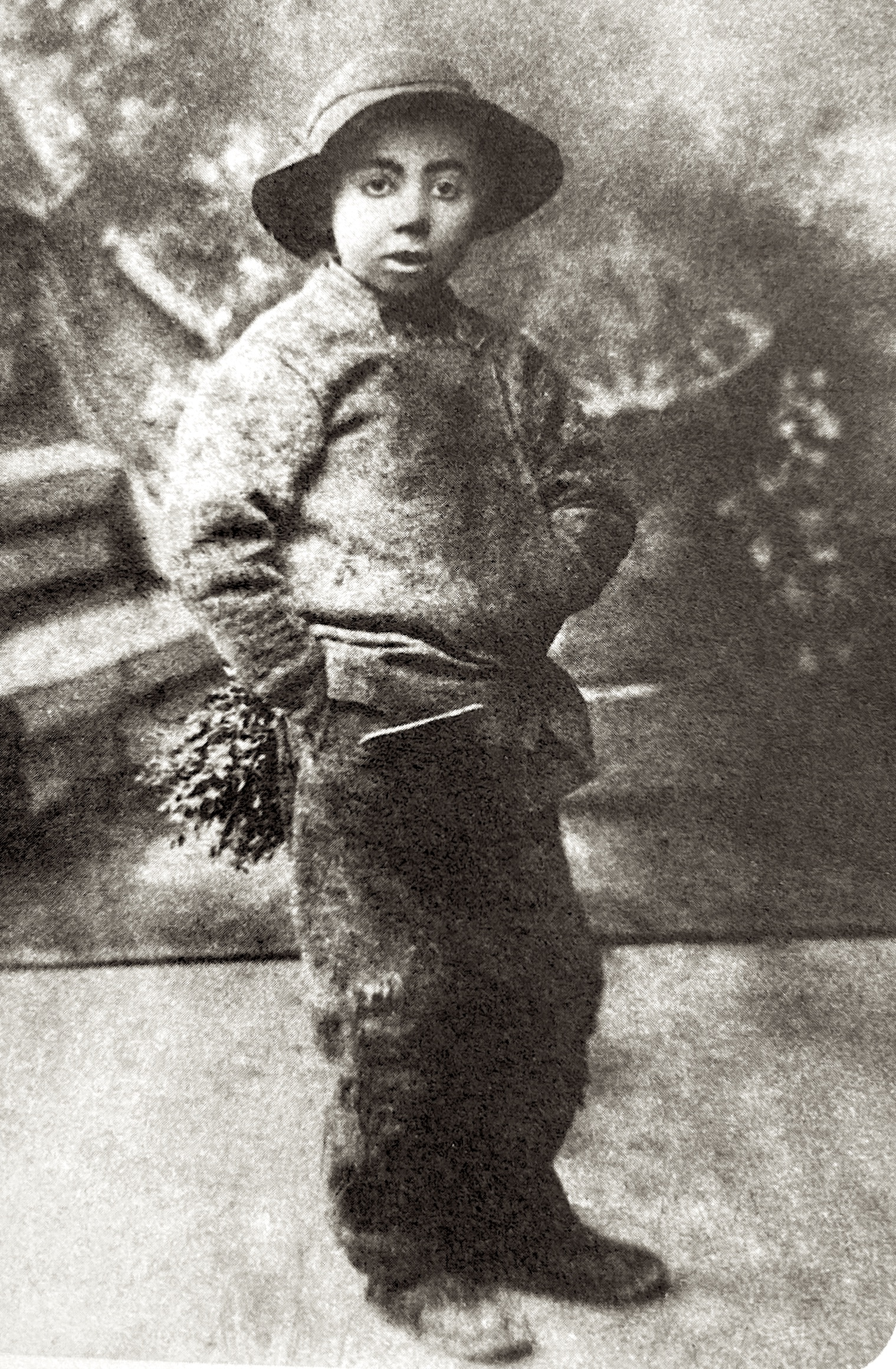
Faustino Cappini (1917–1931), Kaminfegerbub aus Malesco
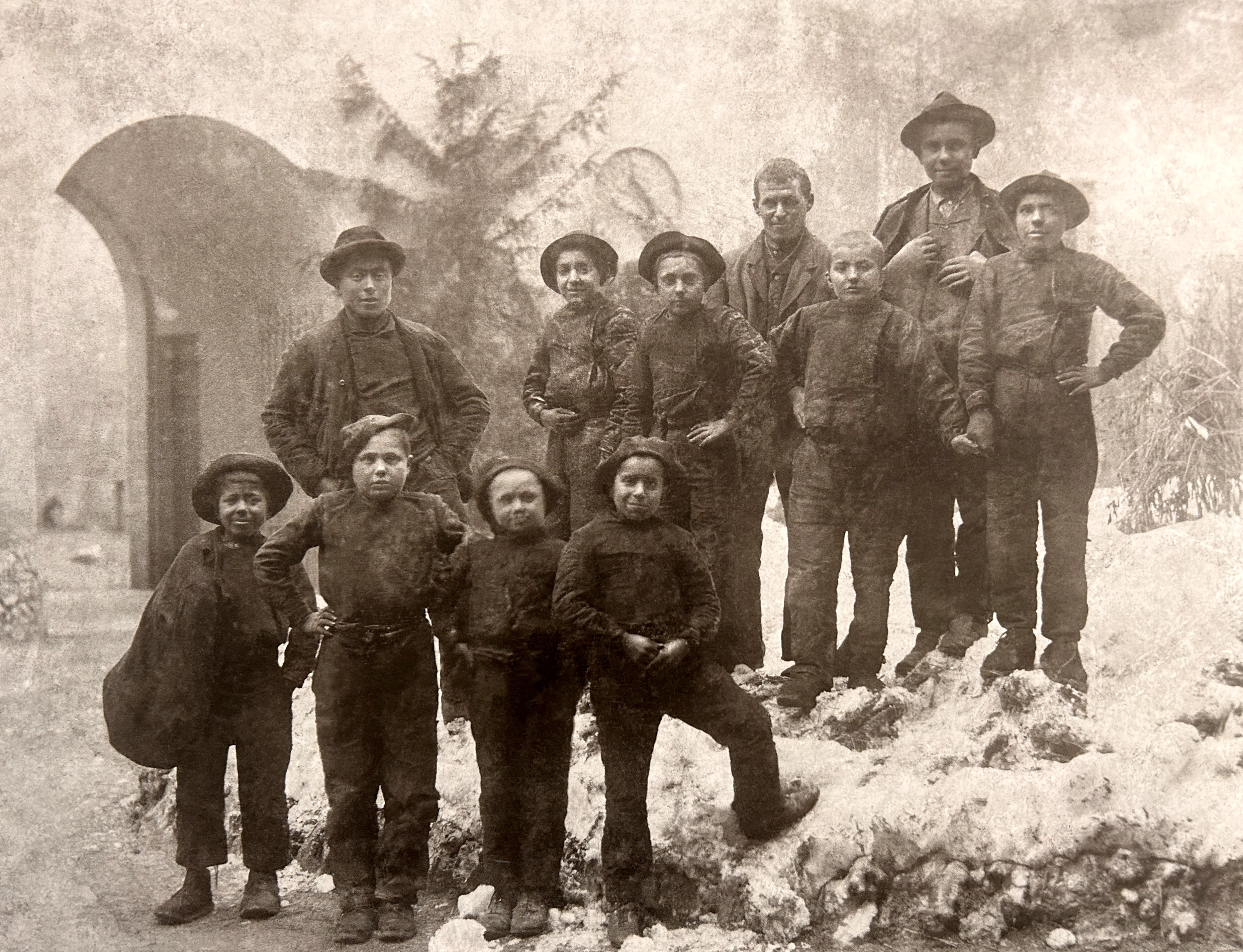
Spazzacamini in Mailand, um 1900

## Neubau

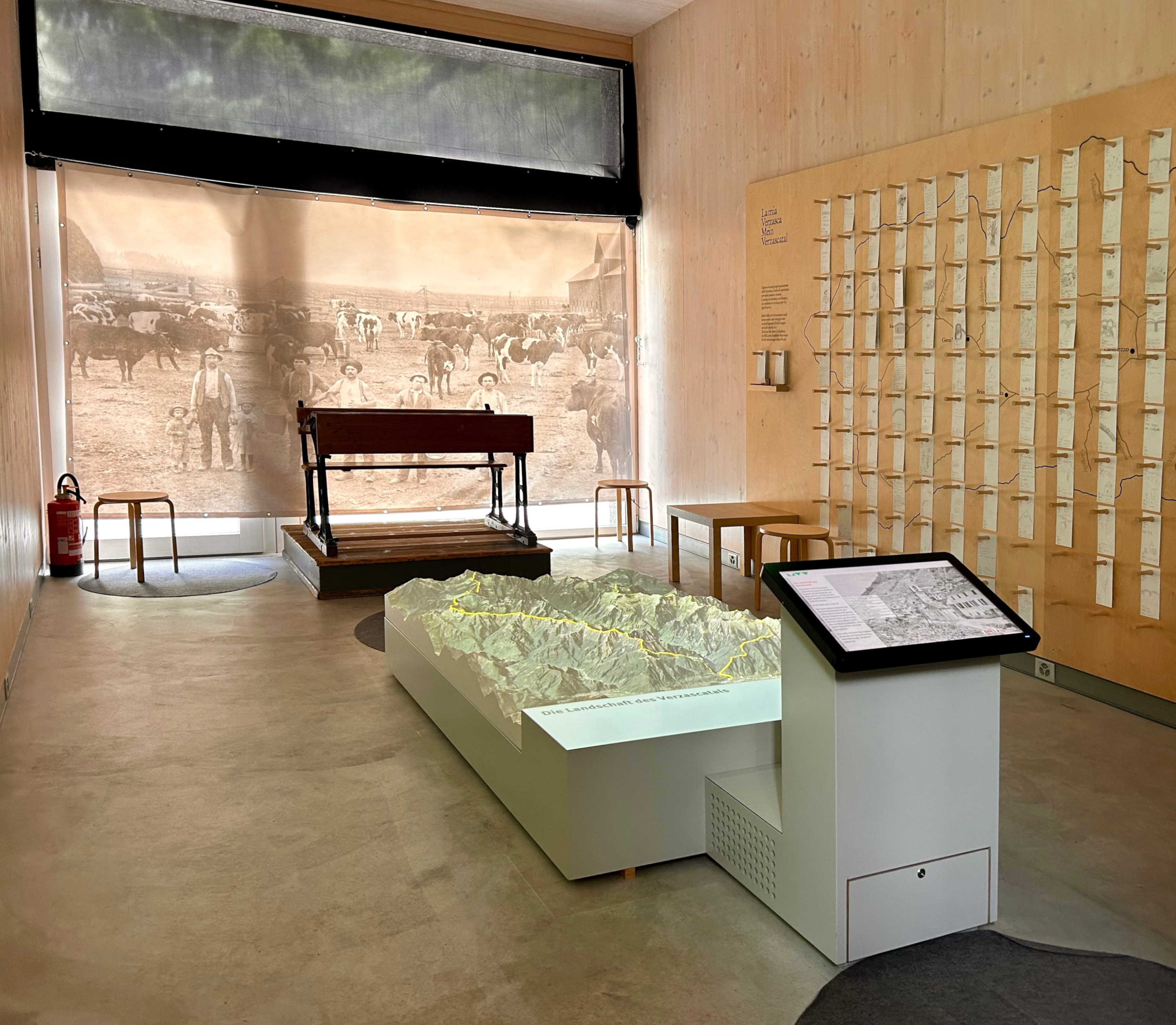
Landschaftsmodell des Tales im Neubau

Im modernen Gebäude werden unter anderem die Wandertierhaltung, Landnutzungspraktiken und die Landschaftsentwicklung thematisiert. Ein 3D-Modell zeigt die historischen Veränderungen des Tals.

## Weitere Institutionen
Dem Museum sind zwei weitere Institutionen angeschlossen:
- In Frasco, einem Dorf wenig unterhalb von Sonogno, liess der Museumsverein eine alte Mühle mit Schaufelrad und eine kleine Elektrizitätszentrale wieder instand stellen.[6]

- In Odro, einer kleinen Häusergruppe hoch oberhalb Vogorno, wurde früher Wildheu gesammelt als wertvolles Futter für die Viehhaltung. In einem kleinen Rustico ist das Museum für Wildheu untergebracht[7][8].